# Calamaria concolor
Espèce
Statut de conservation UICN

 DD  : Données insuffisantes
Calamaria concolor  est une espèce de serpents de la famille des Colubridae.

## Répartition
Cette espèce est endémique de la province de Thừa Thiên-Huế au Viêt Nam.

## Publication originale
- Orlov, Truong, Tao, Ananjeva & Cuc, 2010 : A new species of the genus Calamaria (Squamata: Ophidia: Colubridae) from Thua Thien-Hue Province, Vietnam. Russian Journal of Herpetology, vol. 17, n. 3, p. 236–242 (texte intégral)